# Saboua (Kwaya)
Saboua (auch: Sabowa) ist ein Dorf in der Landgemeinde Kwaya in Niger.

## Geographie
Das von einem traditionellen Ortsvorsteher (chef traditionnel) geleitete Dorf befindet sich rund sieben Kilometer südlich des Hauptorts Kwaya der gleichnamigen Landgemeinde, die zum Departement Magaria in der Region Zinder gehört. Zu weiteren Siedlungen in der Umgebung von Saboua zählen Kafin Baka im Nordosten, Karam im Süden und Tchédia im Südwesten.
Saboua ist Teil der Übergangszone zwischen Sahel und Sudan. Die durchschnittliche jährliche Niederschlagsmenge beträgt hier zwischen 400 und 500 mm.

## Bevölkerung
Bei der Volkszählung 2012 hatte Saboua 2194 Einwohner, die in 262 Haushalten lebten. Bei der Volkszählung 2001 betrug die Einwohnerzahl 980 in 153 Haushalten und bei der Volkszählung 1988 belief sich die Einwohnerzahl auf 1144 in 215 Haushalten.

## Wirtschaft und Infrastruktur
Es gibt eine Schule im Dorf.